# Cairnryan
Cairnryan (Machair an Sgithich in lingua gaelica irlandese) è una località della Scozia, situata nell'area di consiglio di Dumfries e Galloway.